# 神舟十五号

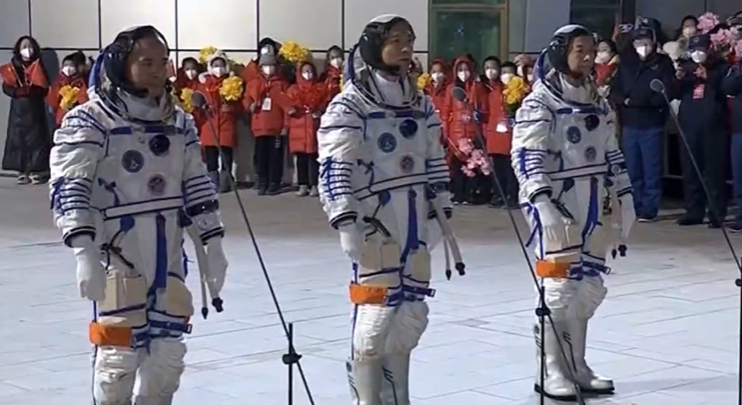
位于出征仪式上的神舟十五号乘组

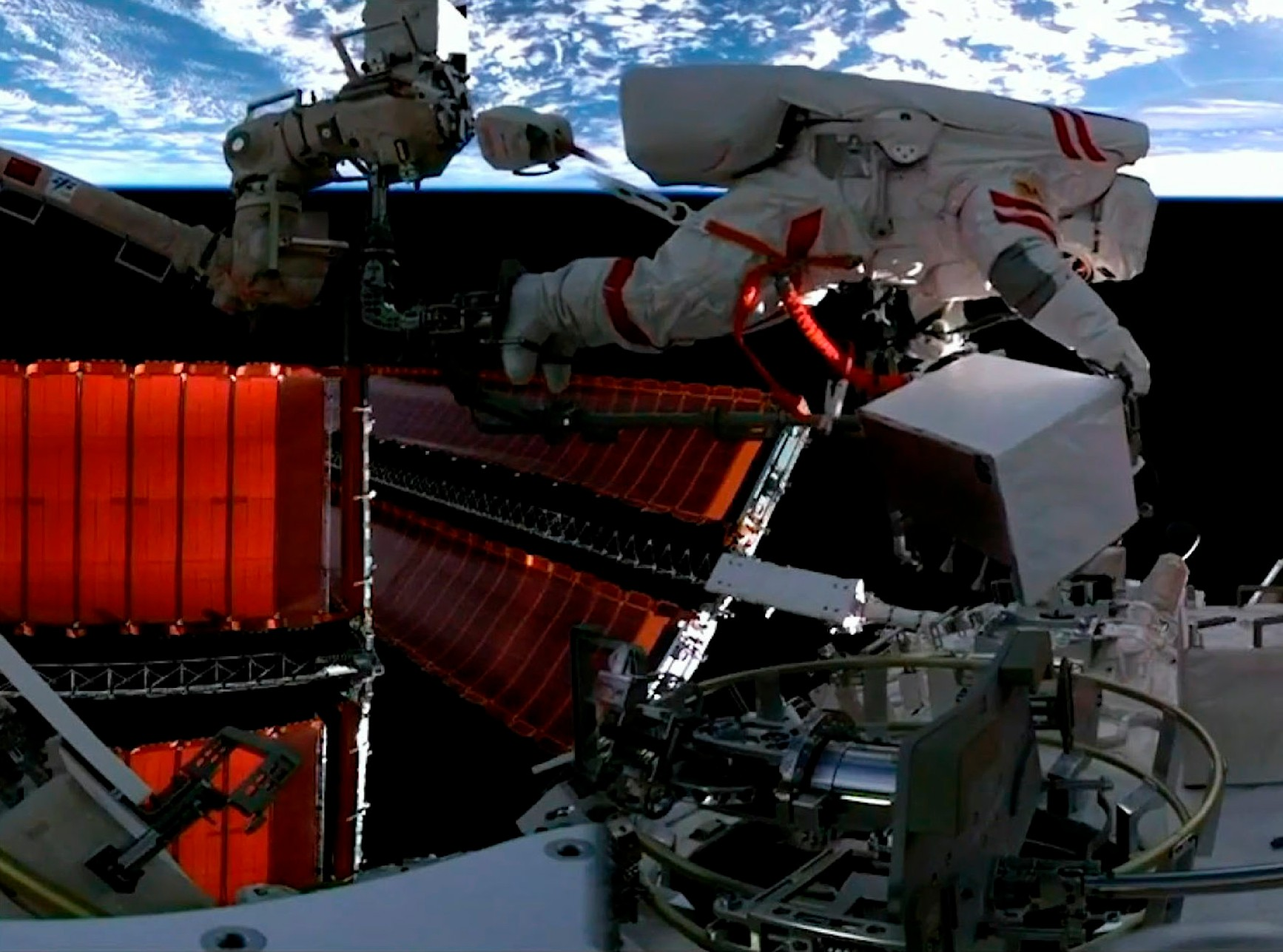
2023年2月9日，神舟十五号乘组航天员费俊龙在中国空间站问天实验舱气闸舱出舱口执行出舱任务。

神舟十五号（简称神十五）是中国“神舟”系列飞船的第十五次任务，也是中国载人航天工程的第十次载人飞行任务，中国空间站建造阶段的最后一次任务，飞行乘组由费俊龙、邓清明、张陆组成。
神舟十五号于2022年11月29日23时08分於酒泉衛星發射中心发射，并在次日5时42分与天宫空间站的天和核心舱前向端口对接。與神舟十四号實現首次6（人數）+6（艙段）的太空會師，首次两艘神舟飞船同时停靠天宫空间站，两批六名航天员同时在轨轮换的任务，也是太空站組合體首次形成具有6個型號艙段的构型（天和艙、問天艙、夢天艙、神舟十四、神舟十五、天舟五）。此外，神舟十五号乘组完成了总计4次舱外活动，数量为中国之最，且其中一次的时长还创下了单次舱外活动的中国新纪录。2023年6月4日，神舟十五号返回地球。

## 背景
神舟十五号在上一次任务神舟十四号返回前发射升空，以便在天宫空间站首次实现有人交接。按照神舟飞船前往天宫空间站任务的标准，这次任务计划持续约六个月，并在神舟十六号飞船乘员抵达后返航。
神舟十五号乘组恢复神舟十三号“一老带二新”的范式，由第一批航天员费俊龙（指令长）、邓清明、和第二批航天员张陆组成。其中57歲的費俊龍十七年前曾执行过神舟六号任务，邓清明和张陆則是首次升空，并且分别是第一和第二批現役航天員中最後一位執行飛天任務的航天員，神舟十五号任务距离他们加入中国航天员大队已经分别过去了24年10个月和12年6个月，邓清明这一近25年的等待时间创造了從成為預備航天員到正式飛天的最长等待時間纪录。另外，神舟十五号与空间站关键技术与验证阶段和建造阶段的前3次飞行任务——神舟十二号至神舟十四号的乘组一同在2019年12月选拔完成，各任务采取“滚动备份”，前次任务的备份乘组即是下次任务的飞行乘组。
神舟十五号飞船是自神舟十二号起并行批产的4艘飞船中的最后一艘。神舟十五号同樣地在神舟十四号起飛前就已經完成了發射前準備，以達成「发一备一」的安全指標，並針對神舟十三号六個月駐軌的經驗做了局部温濕度調整與防潮改造，更能適應長期存放。长征二号F运载火箭遥十二箭出厂时「发一备一」在发射场准备时间为49天，遥十五箭发射场流程已优化至35天。
神舟十五号飞船发射时正值冬季，2022年11月30日发射当天，酒泉卫星发射中心迎来极低温度，发射时气温接近-20℃。这是在神舟四号发射任务之后，酒泉卫星发射中心第二次在冬季严寒天气执行飞船发射任务，也是第一次在这样的气象条件下执行有人任务。

## 任务时间轴
- 2019年12月，神舟十五号航天员乘组确定为费俊龙、邓清明、张陆3名航天员，但并未对公众公布[11]。
- 2021年12月30日，向航天员宣布了执行神舟十五号任务的正式决定。[12]
- 2022年6月5日，长征二号F遥十四火箭发射，长征二号F遥十五火箭完成准备工作，进入应急救援值班状态；神舟十五号载人飞船完成准备，具备快速发射和应急救援能力。
- 2022年11月21日，神舟十五号载人飞船与长征二号F遥十五运载火箭组合体转运至发射区[13]。
- 2022年11月27日，神舟十五号发射任务组织全区合练。发射任务各系统已经完成了相关功能检查，并做好发射前的各项准备工作。
- 2022年11月28日，中国载人航天工程办公室在北京时间上午9时，在酒泉卫星发射中心召开神舟十五号载人飞行任务新闻发布会，正式对外公布神舟十五号航天员名单，由费俊龙、邓清明、张陆组成，神舟15号瞄准北京时间11月29日23时08分发射。
- 2022年11月29日23时08分，神舟十五号在酒泉卫星发射中心成功发射，进入预定轨道。[4]本次发射任务代号为“TGZR4/SZ-15”。
- 2022年11月30日5时42分，神舟十五号与天宫空间站完成自主快速交会对接[5]。7时33分，神舟十五号乘组打开神舟飞船轨道舱前舱门，仍留守天宫空间站的神舟十四号航天员乘组打开天和核心舱舱门，两个航天员乘组首次实现“太空会师”[14]。这是中国航天员首次在轨轮换，中国空间站达到6人最大容量。
- 2022年12月2日晚，神舟十五号乘组与神舟十四号乘组在天宫空间站内进行交接仪式，两个乘组移交了空间站的钥匙。中国空间站正式开启长期有人驻留模式。[15]
- 2023年2月9日下午，神舟十五号航天员进行空间站首次出舱活动，由费俊龙、张陆执行舱外任务，邓清明留守舱内配合操作指挥。2月10日0时16分完成出艙任務，历时7小时6分钟，创下了中国舱外活动单次时长的新纪录[16]。
- 2023年2月28日，神舟十五号航天员进行空间站第二次出舱活动，由费俊龙、张陆执行舱外任务，邓清明留守舱内配合操作指挥。[17]
- 2023年3月30日，神舟十五号航天员进行空间站第三次出舱活动，由费俊龙、张陆执行舱外任务，邓清明留守舱内配合操作指挥。[18]
- 2023年4月15日，神舟十五号航天员进行空间站第四次出舱活动，由费俊龙、张陆执行舱外任务，邓清明留守舱内配合操作指挥。[19]
- 2023年4月20日，神舟十五号航天员与非洲11国的青少年进行“天宫对话”活动。
- 2023年5月12日08时00分，神舟十五号乘组进入天舟六号货运飞船。
- 2023年6月2日，神舟十六号乘组与神舟十五号乘组在天宫空间站内进行交接仪式，两个乘组移交了空间站的钥匙。
- 2023年6月3日21时29分，神舟十五号载人飞船与空间站组合体分离。
- 2023年6月4日06時33分，神舟十五号返回舱着陆于中国内蒙古自治区阿拉善盟额济纳旗赛汉陶来苏木东风着陆场，返回舱落地时呈水平状态。
- 2023年6月4日13時09分，神舟十五号的航天员乘组乘坐中国人民解放军空军专机B-4020抵达北京西郊机场，3名航天员随即进入医学隔离期。

#### 神十五舱外活动列表
| 航天任务         | 航天员                    | 开始时间            | 结束时间            | 时间长度   | 工作内容                                                         |
| ---------------- | ------------------------- | ------------------- | ------------------- | ---------- | ---------------------------------------------------------------- |
| 神舟十五号 第1次 | 费俊龙, 第1次 张陆, 第1次 | 2023年2月9日 17:10  | 2023年2月10日 00:16 | 7小时6分钟 | 舱外扩展泵组安装、跨舱线缆安装接通、舱外载荷暴露平台支撑杆安装等 |
| 神舟十五号 第2次 | 费俊龙, 第2次 张陆, 第2次 | 2023年2月28日 ??:?? | 2023年2月28日 ??:?? | ?小时?分钟 | 舱外扩展泵组安装、跨舱线缆安装接通、舱外载荷暴露平台支撑杆安装等 |
| 神舟十五号 第3次 | 费俊龙, 第3次 张陆, 第3次 | 2023年3月30日 ??:?? | 2023年3月30日 ??:?? | ?小时?分钟 | 舱外扩展泵组安装、跨舱线缆安装接通、舱外载荷暴露平台支撑杆安装等 |
| 神舟十五号 第4次 | 费俊龙, 第4次 张陆, 第4次 | 2023年4月15日 ??:?? | 2023年4月15日 ??:?? | ?小时?分钟 | 舱外扩展泵组安装、跨舱线缆安装接通、舱外载荷暴露平台支撑杆安装等 |

## 航天员
| 姓名   | 年龄 | 职责   | 飞行次数 | 飞行时间      | 轨道数 |
| ------ | ---- | ------ | -------- | ------------- | ------ |
| 费俊龙 | 57岁 | 指令长 | 1        | 4天19小時32分 | 76圈   |
| 鄧清明 | 56岁 |        | 0        | －            | －     |
| 張陸   | 46岁 |        | 0        | －            | －     |

## 任务标志
神舟12号到15号任务标志，是中国载人航天工程办公室提供，为《特殊标志管理条例》中，供文化、体育、科学研究及其他社会公益活动所使用的，由文字、图形组成的名称及缩写、会徽、吉祥物等标志，并由天宫计划负责单位申请获批所拥有的设计专利，此后的任务开始以全社会征集设计并通过民间投票审定者为主。

## 外部連結
- 中国航天科技集团 神舟十五号载人飞行任务融媒体报道专题 （页面存档备份，存于）
- 维基共享资源上的相關多媒體資源：神舟十五号